# Henry Lucien de Vries
Pour les articles homonymes, voir de Vries.
Henry Lucien de Vries, né le 12 décembre 1909 à Paramaribo (Guyane néerlandaise, aujourd'hui Suriname) et mort le 6 avril 1987 à Leyde (Pays-Bas), est un homme d'affaires et un homme politique surinamien. Il est le demi-frère de l'artiste Erwin de Vries.
Il quitte la Guyane néerlandaise pour les Pays-Bas à l'âge de neuf ans. Diplômé en économie de l'université Érasme de Rotterdam et en droit de l'université d'Amsterdam, il étudie également à l'Académie royale militaire de Sandhurst (Royaume-Uni), dont il sort officier.
En 1946, il entre à la De Surinaamsche Bank, dont il prend la direction du conseil d'administration. 
De 1947 à 1949, il préside le Parlement de Guyane néerlandaise, avant de devenir le représentant de la colonie aux Pays-Bas (1950-1961). À son retour en Guyane, il dirige la compagnie de bauxite Suralco. Gouverneur-général de 1965 à 1968, il est l'avant-dernier à occuper ce poste avant l'indépendance du Suriname.